# Mulsanteus gracilipes
Mulsanteus gracilipes là một loài bọ cánh cứng trong họ Elateridae. Loài này được Candèze miêu tả khoa học lần đầu tiên năm 1893.